# 长枝砂藓
长枝砂藓（学名：Racomitrium ericoides），又名灌丛砂藓，为紫萼藓科砂藓属下的一个种。

## 扩展阅读
- 維基物種上的相關：长枝砂藓